# Organosilanole

Struktur von Trimethylsilanol

Als Organosilanole wird eine Gruppe chemischer Verbindungen des Siliciums bezeichnet. Genauer handelt es sich um Carbosilane, die mit mindestens einer Hydroxygruppe am Siliciumatom derivatisiert sind. Organosilanole sind die Siliciumanaloga zu Alkoholen.

## Herstellung
Organosilanole können durch Hydrolyse von Organohalogensilanen, wie Chlortrimethylsilan erhalten werden. Auch durch die Oxidation von Organosilanen mit Oxidationsmitteln oder durch Hydrolyse im alkalischen Milieu können Organosilanole hergestellt werden.
{\displaystyle \mathrm {(H_{3}C)_{3}SiCl+\ H_{2}O\longrightarrow (H_{3}C)_{3}SiOH+\ HCl} }
{\displaystyle \mathrm {R_{2}SiCl_{2}+\ 2\ HgO{\xrightarrow[{-80\,{}^{\circ }C}]{Toluol}}R_{2}Si(OH)_{2}+\ 2\ Hg^{0}\ \ \ R=organischer\ Rest} }
{\displaystyle \mathrm {R_{3}SiH+\ H_{2}O\longrightarrow R_{3}SiOH+\ H_{2}\ \ \ R=organischer\ Rest} }
Die Hydrolyse von Silylethern läuft dagegen in der Regel nur langsam ab:
{\displaystyle \mathrm {(H_{5}C_{2})_{3}SiOC_{2}H_{5}+\ H_{2}O\longrightarrow (H_{5}C_{2})_{3}SiOH+\ HOC_{2}H_{5}} }
Bei der Hydrolyse von Organosilanen handelt es sich um eine Reaktion erster Ordnung. Die Hydrolysegeschwindigkeit der Si-H-Bindung ist abhängig von der Art und Anzahl der organischen Reste.  So ist die Hydrolyse von Trialkylsilanen deutlich langsamer als die von Triarylsilanen. Dies kann durch eine stärkere Erhöhung der Elektronendichte am Siliciumatom durch die Alkylgruppen erklärt werden. Entsprechend nimmt die Reaktionsgeschwindigkeit der Tri-n-Alkylsilane in der Reihe Ethyl, Propyl, Butyl ab. Bei den Trialkylsilanen reagieren die Silane mit n-Alkylresten um den Faktor 10 schneller als die analogen Silane mit verzweigten Alkyresten.

## Systematik
In Abhängigkeit vom Substitutionsmuster des Siliciumatoms kann weiter unterschieden werden. Verbindungen, bei denen am Siliciumatom
- ein Organyl-Rest und drei Hydroxygruppen gebunden sind, werden als Organosilantriole[4]
  - z. B.: Methylsilantriol, Phenylsilantriol
- zwei Organyl-Reste und zwei Hydroxygruppen gebunden sind als Organosilandiole
  - z. B.: Dimethylsilandiol, Diphenylsilandiol
- drei Organyl-Reste und ein Hydroxygruppe gebunden sind als Organosilanole
  - z. B.: Trimethylsilanol, Triethylsilanol, Triphenylsilanol

bezeichnet.